# Otto-Wagner-Platz
Der Otto-Wagner-Platz befindet sich im 9. Wiener Gemeindebezirk, dem Alsergrund, der österreichischen Bundeshauptstadt Wien. Er ist seit 1925 nach dem Architekten Otto Wagner benannt, dessen Jugendstilbauten das Stadtbild Wiens prägen. Der Platz ist vor allem als Adresse der Österreichischen Nationalbank bekannt.

## Geschichte
Das Areal des Otto-Wagner-Platzes gehörte zur ehemals selbstständigen Alservorstadt. Hier befand sich die ab 1685 errichtete und 1689 fertiggestellte Landschaftsakademie der niederösterreichischen Stände, die aus einem Hauptgebäude, Wohnräumen, einer Kapelle, Räumen für körperliche Übungen, einer Reithalle und Stallungen für 40 Pferde sowie einem Garten bestand. Das Institut wurde von Zöglingen aus den angesehensten Kreisen Österreichs besucht. 1730 erhielt das Gebäude eine neue Fassade.

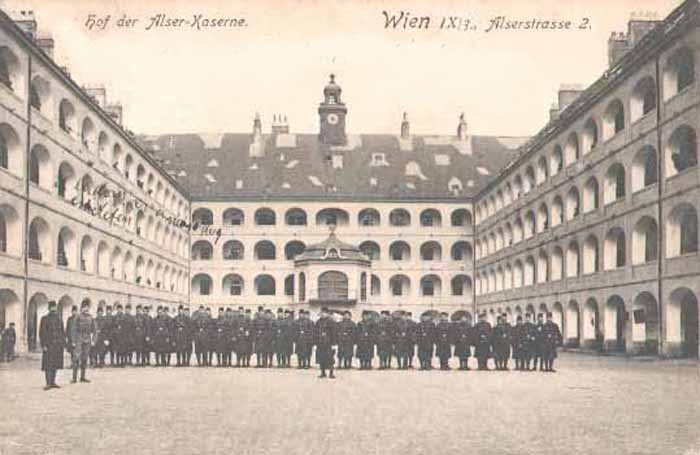
Hof der Alser Kaserne, um 1900

Nach der Auflassung der Akademie, 1749, und dem Verkauf an die Hofkammer, 1751, wurde die Ständische Landschaftsakademie demoliert und bis 1753 die Alser Kaserne an ihrer Stelle errichtet. Diese umfasste etwa 27 000 m² und bestand aus einem großen und sechs kleineren Höfen; die Gebäude hatten drei Stockwerke. Sie wurde von Teilen des Baron Kheilyschen Infanterieregiments bezogen und fasste an die 6000 Mann. In der Kaserne gab es ein Militär-Fuhrwesen-Depot, eine Reitschule, katholische und evangelische Garnisonskapellen und ein Militärspital. Unmittelbar vor der Kaserne lag das unbebaute Glacis, auf dem exerziert wurde. 1850 wurde die Alservorstadt nach Wien eingemeindet, das ehemalige Glacis großteils verbaut. 1909 übernahm die Stadt Wien das Gebäude und riss es 1912 ab.
1913 begannen die Planungen zur Errichtung des Gebäudes der Österreichischen Nationalbank, die aber nicht in den Dimensionen realisiert wurde, die ursprünglich geplant waren.

## Lage und Charakteristik
Der Otto-Wagner-Platz liegt nördlich der Alser Straße zwischen dem monumentalen Bau des Alten Allgemeinen Krankenhauses im Westen und der Alfred-Grünfeld-Gasse, der Haulerstraße und dem Frankhplatz im Osten. Nur hier am Ostrand kann der Platz mit Autos befahren werden. Unter dem Frankhplatz entsteht bis ca. 2025 die neue U-Bahn-Station Frankhplatz der in Bau befindlichen Linie U5.
Die Fläche des Platzes wird überwiegend von der Grünfläche des Ostarrichi-Parks eingenommen. Darunter befindet sich eine Tiefgarage. Öffentliche Verkehrsmittel verkehren auf der benachbarten Alser Straße.
Die Verbauung besteht einerseits aus dem barocken alten AKH und andererseits aus Bürogebäuden aus dem 20. Jahrhundert.
Am westlichen Rand des Platzes bestand früher, dem Alten Allgemeinen Krankenhaus unmittelbar benachbart, die Thavonatgasse. Sie wird hier genannt.

## Bauwerke

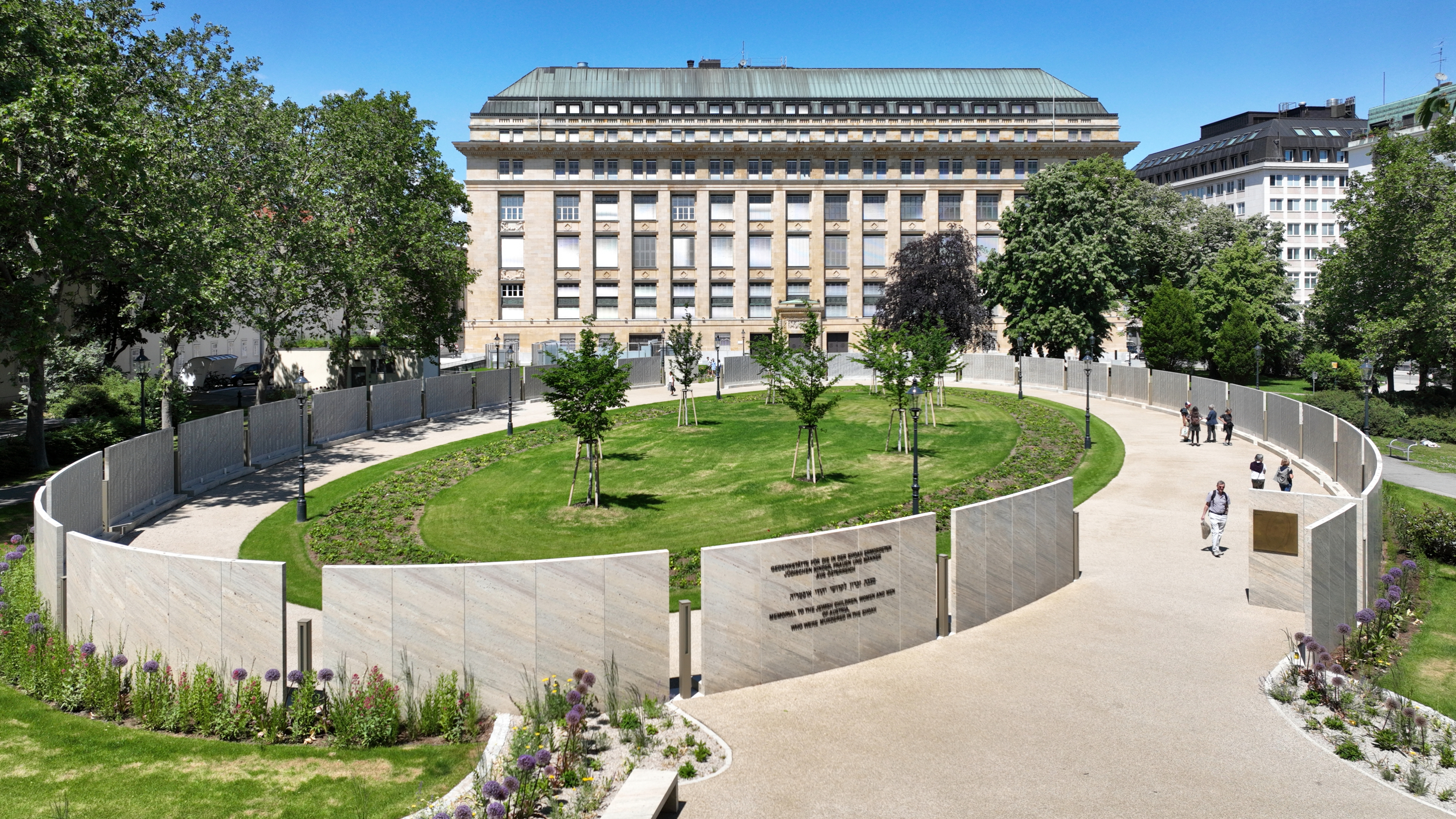
Ostarrichi-Park mit der Shoah-Namensmauern-Gedenkstätte

### Ostarrichi-Park
Der Ostarrichi-Park im Zentrum des Otto-Wagner-Platzes hat eine Fläche von etwa 6000 m². Er besteht großteils aus freier Wiesenfläche, nur an den Rändern gibt es einige Bäume und Sträucher, die die Zufahrten zur darunterliegenden Tiefgarage möglichst verbergen sollen. Am Südrand sind Blumen angepflanzt. An den den Rasen querenden Fußwegen stehen einige Sitzbänke.
Der 1925 angelegte Park wurde 1979 umgestaltet und 1996, anlässlich der Tausendjahrfeier Österreichs, Ostarrichi-Park benannt. Dies bezieht sich auf die älteste überlieferte Namensform Österreichs, Ostarrichi.

### Nr. 3: Österreichische Nationalbank
Nach dem Abriss der vormaligen Alser Kaserne 1912 begann Leopold Bauer, ein Schüler Otto Wagners, 1913 mit Planung und Errichtung des Gebäudes. Es war ein langgestreckter Bau mit turmartigem Aufbau in Hochhausmanier geplant, der mittels einer Brücke mit einem zweiten Gebäude verbunden sein sollte, das für die Banknotendruckerei geplant war. Durch den Ersten Weltkrieg wurde das ambitionierte Projekt unterbrochen, sodass es erst wieder 1918, nun aber in vereinfachter Form, fortgeführt werden konnte. Die Architekten Ferdinand Glaser und Rudolf Eisler übernahmen diese Aufgabe und verwendeten den schon bestehenden Rohbau des Druckereigebäudes allein für die Nationalbank, während das ursprünglich geplante Bankgebäude komplett gestrichen wurde. Bis 1925 wurde das Projekt fertiggestellt. Dabei handelt es sich um den letzten großen neoklassizistischen Monumentalbau Wiens. Er dient bis heute als Sitz der Österreichischen Nationalbank.
Nach Auflösung der Nationalbank 1938 wurde das Gebäude vom Gericht der 2. Panzer-Division bezogen. Auf dem Dach wurden zum Schutz des Objekts leichte Fliegerabwehrkanonen aufgestellt. Nach dem Zweiten Weltkrieg befand sich hier das Hauptquartier der amerikanischen Besatzungsmacht (Headquarters United States Forces in Austria - USFA - Vienna Command).
1979 verursachte ein Brand großen Schaden am Gebäude. Carl Appel führte die Adaptionsarbeiten durch, danach konnten die Dienststellen 1984 wieder einziehen. Wilhelm Holzbauer führte einen benachbarten Erweiterungsbau für das mittlerweile zu klein gewordene Hauptgebäude durch.
Das repräsentative Gebäude besitzt eine durch mächtige Pfeiler gegliederte Fassade. Die Fenster treten deutlich dahinter zurück. Das Portal wird durch Figurenschmuck von Othmar Schimkowitz bekrönt. Er zeigt einen alten bärtigen Mann, den Gott des Ackerbaus, den Gott des Handels, die Göttin des Glücks in der Mitte, eine weibliche Gestalt, einen Jüngling mit Siegespalme und einen römischen Krieger. Putti und Girlanden umrahmen das Portal. An der Fassade befinden sich auch weitere Relieffiguren und Bronzeplatten mit figürlichen Darstellungen.
Das Gebäude beherbergt auch das Geldmuseum, mit einer Sammlung und Dokumentation historischer Banknoten, Münzen und Wertpapiere.

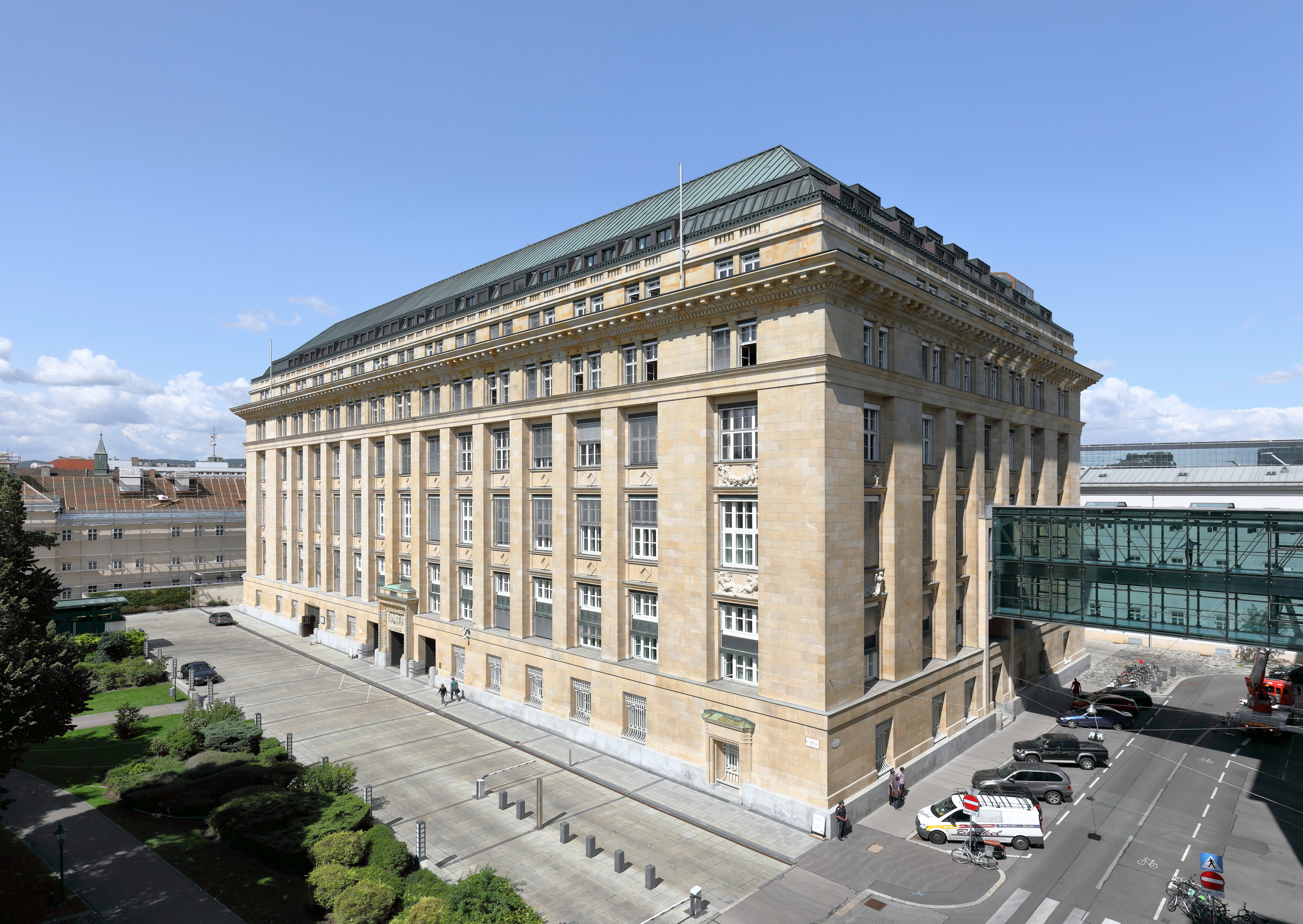
Hauptgebäude der Österreichischen Nationalbank
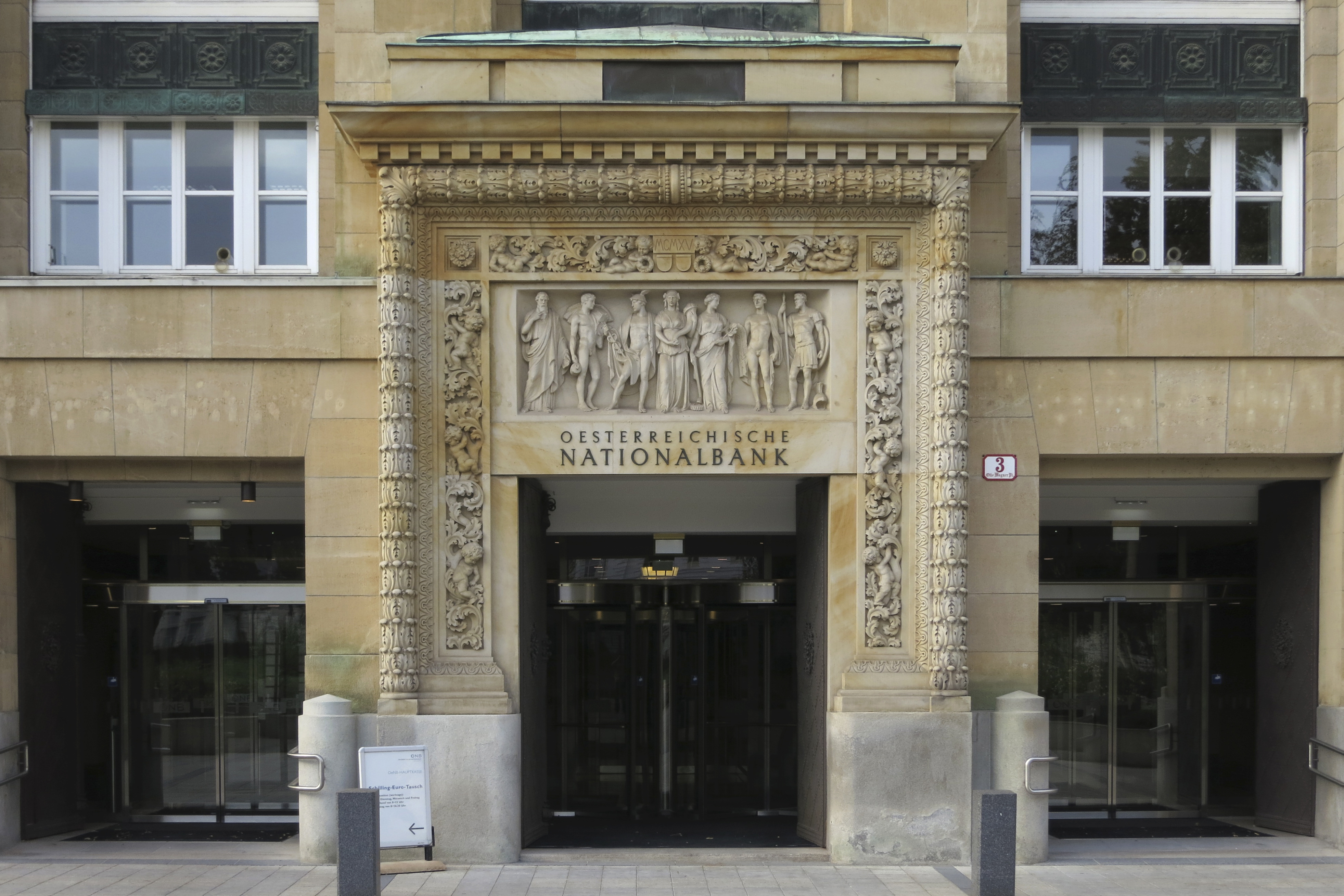
Portal von Othmar Schimkowitz
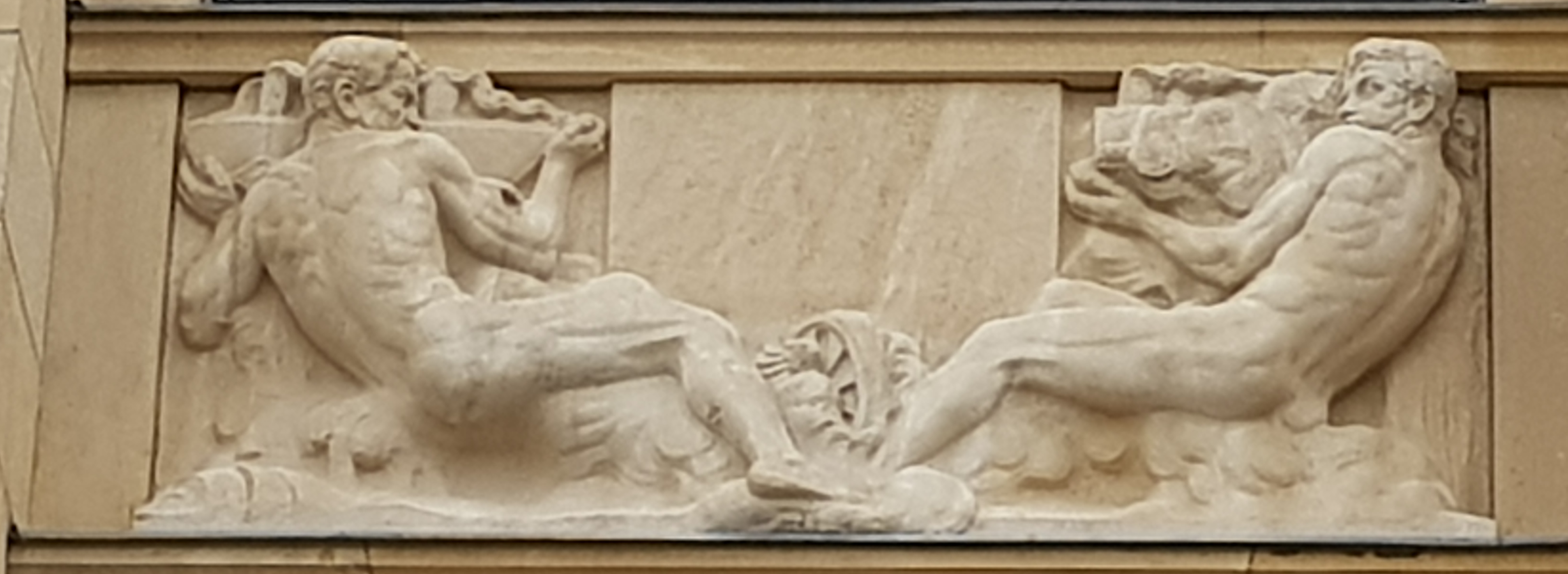
Relief an der Fassade
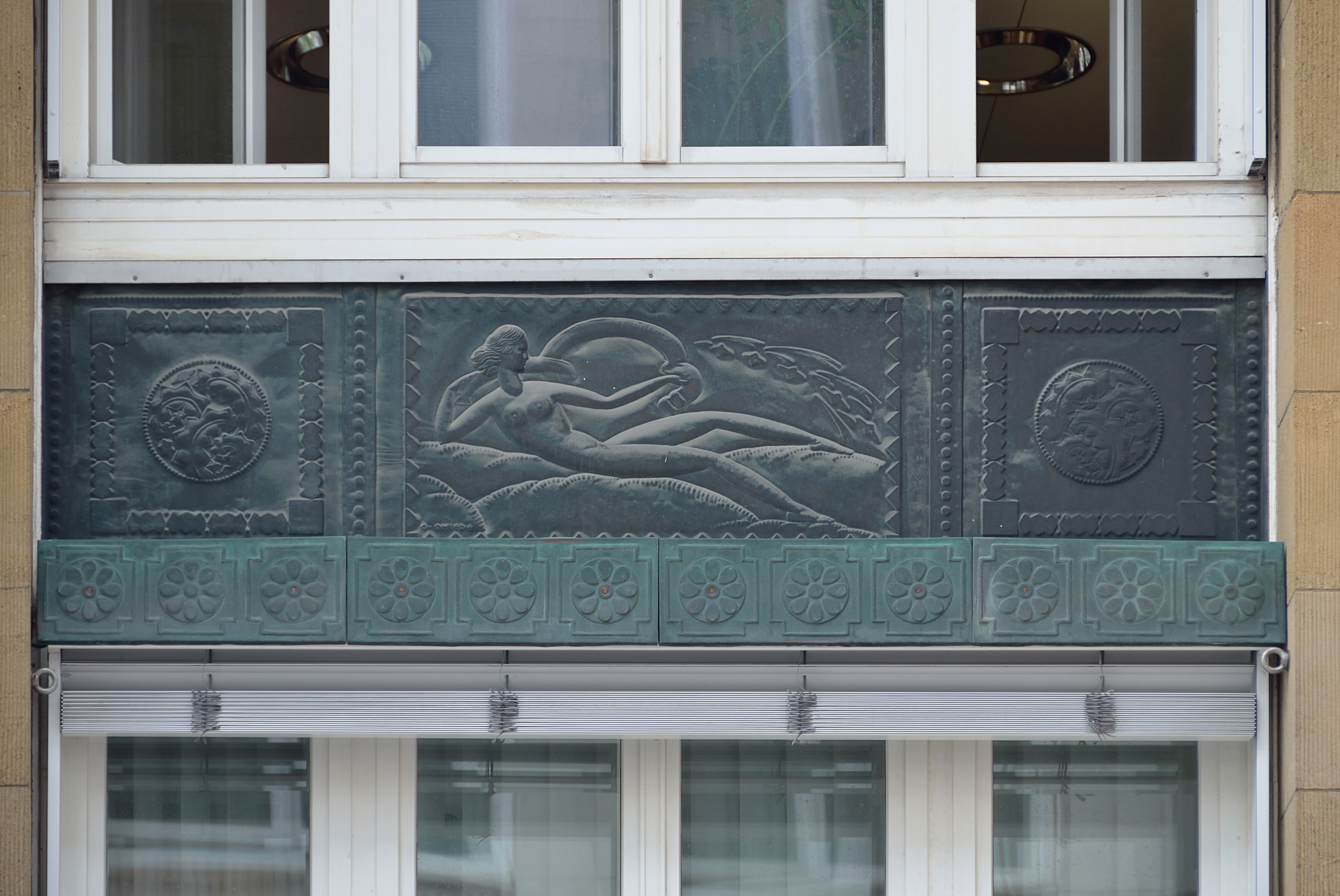
Bronzerelief von Oskar Thiede

### Nr. 4–4a: Wohnhaus
Das Wohnhaus wurde 1950 von den Architekten Erich Boltenstern und Eugen Wachberger errichtet. Im Gebäude befindet sich eine Polizeiinspektion.

### Nr. 5: Finanzmarktaufsicht

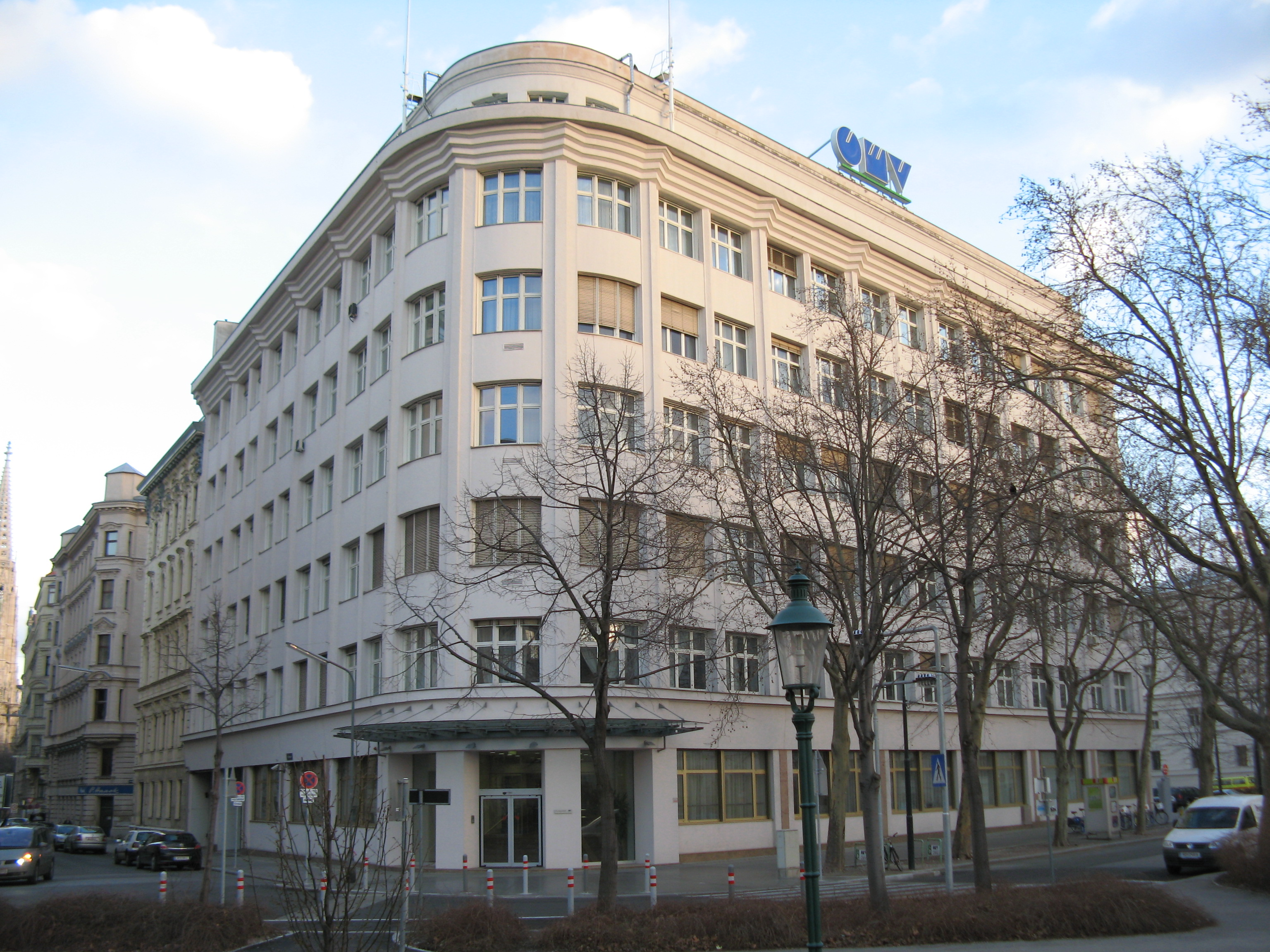
Gebäude der Finanzmarktaufsicht, Portal am Otto-Wagner-Platz

Das Bürogebäude wurde 1928 bis 1929 von Ernst Epstein für die Versicherungsanstalt Phönix errichtet. 1957 bis 1958 adaptierte Carl Appel das Haus, indem er mehrere Sitzungssäle einbaute, zur Generaldirektion der OMV, seit 2011 ist es Sitz der Finanzmarktaufsichtsbehörde. Das sechsgeschoßige Gebäude auf unregelmäßigem Grundriss besitzt ein markantes abgetrepptes Kranzgesims und einen zum Frankhplatz weit vortretenden Risalit.